# 重光 (陳朝)
重光（ちょうこう）は、ベトナム後陳朝の重光帝の元号。1409年 - 1414年。慶元にも作る。『大越史記全書』は重光帝が老撾（ラオス）に逃亡した5年（1413年）旧11月を以て陳朝は滅亡したと記している。

## 西暦との対照表
| 重光 | 元年   | 2年    | 3年    | 4年    | 5年    | 6年    |
| 西暦 | 1409年 | 1410年 | 1411年 | 1412年 | 1413年 | 1414年 |
| 干支 | 己丑   | 庚寅   | 辛卯   | 壬辰   | 癸巳   | 甲午   |